# Cluster de la Maison-Blanche

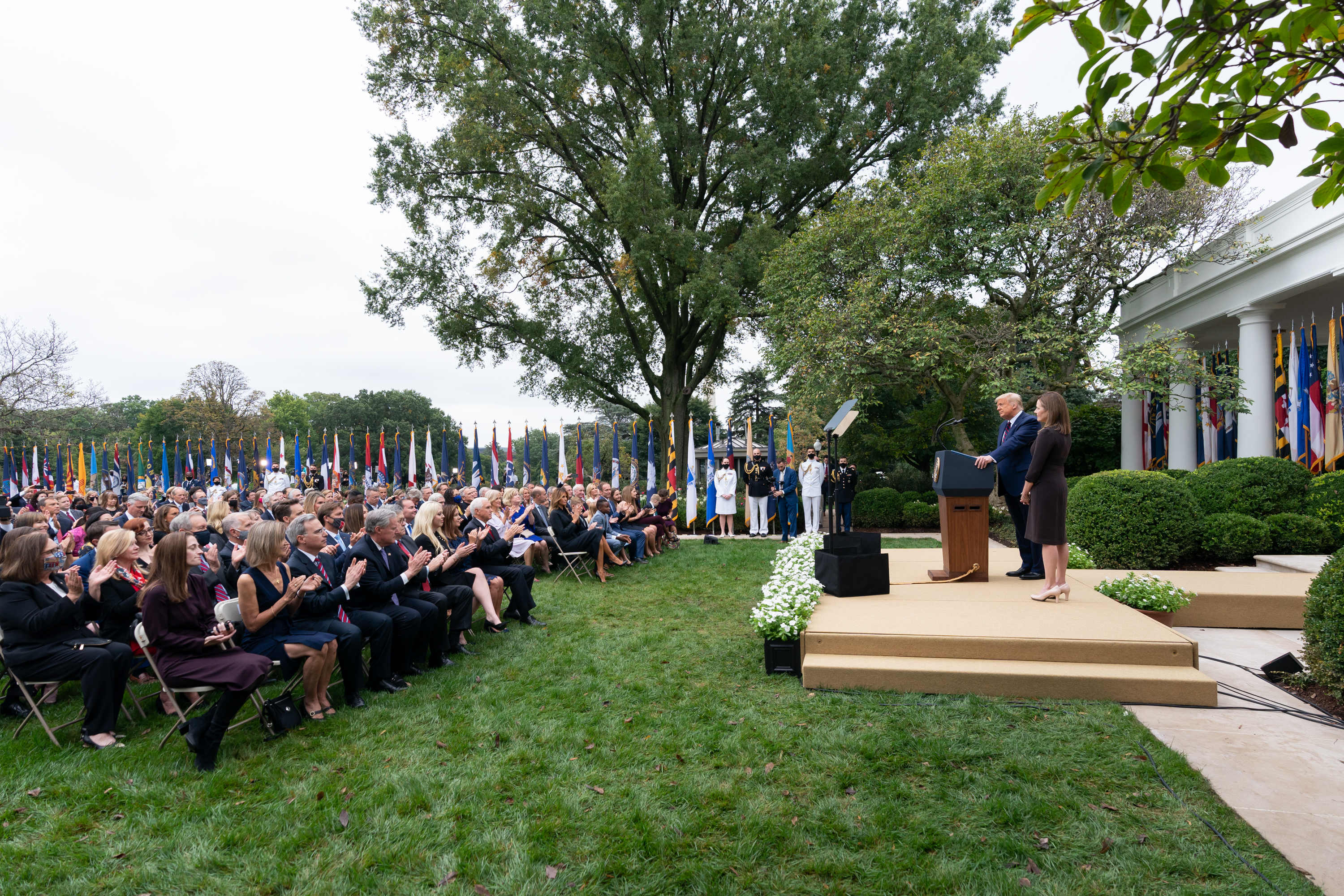
Cérémonie d'intronisation d'Amy Coney Barrett au poste de juge assesseur de la Cour suprême des États-Unis. Malgré le contexte pandémique, le port du masque et la distanciation physique ne sont pas respectés par la plupart des invités.

L'épidémie de Covid-19 de la Maison-Blanche, White House COVID-19 outbreak pour les anglophones, est un foyer d'infections au SRAS-CoV-2 qui a commencé en septembre 2020 et qui s'est propagé dans la Maison-Blanche et chez nombre de ses invités.
Cette éclosion a pour origine une proximité physique de nombreuses personnalités du Parti républicain, dont divers responsables politiques du gouvernement américain, souvent sans masque, en pleine pandémie de Covid-19 aux États-Unis.
L'évènement a été sources de controverses médiatisées, car outre les risques épidémiologiques qu'elle a pris, la Maison-Blanche a résisté aux efforts de traçage des contacts, faisant que le nombre total de personnes infectées et les origines de la propagation sont restés inconnus. 
Au moins 48 membres du personnel ou personnes étroitement associés à la Maison-Blanche, ont été testés positifs pour la Covid-19,,.
La cérémonie tenue le 26 septembre dans la roseraie de la Maison-Blanche pour fêter la nomination d'Amy Coney Barrett à la Cour suprême des États-Unis a pris une valeur symbolique car ayant été organisée sans respecter les règles de distanciation physique (sièges du public alignés et positionnés presque les unes contre les autres), et sans imposer le port de masque, seul un test négatif était requis. La plupart des invités étaient sans masque, ni Donald Trump, alors qu'il était lui-même peut-être déjà contagieux à ce moment-là car le virus circulait déjà dans la Maison-Blanche.

## Conséquences

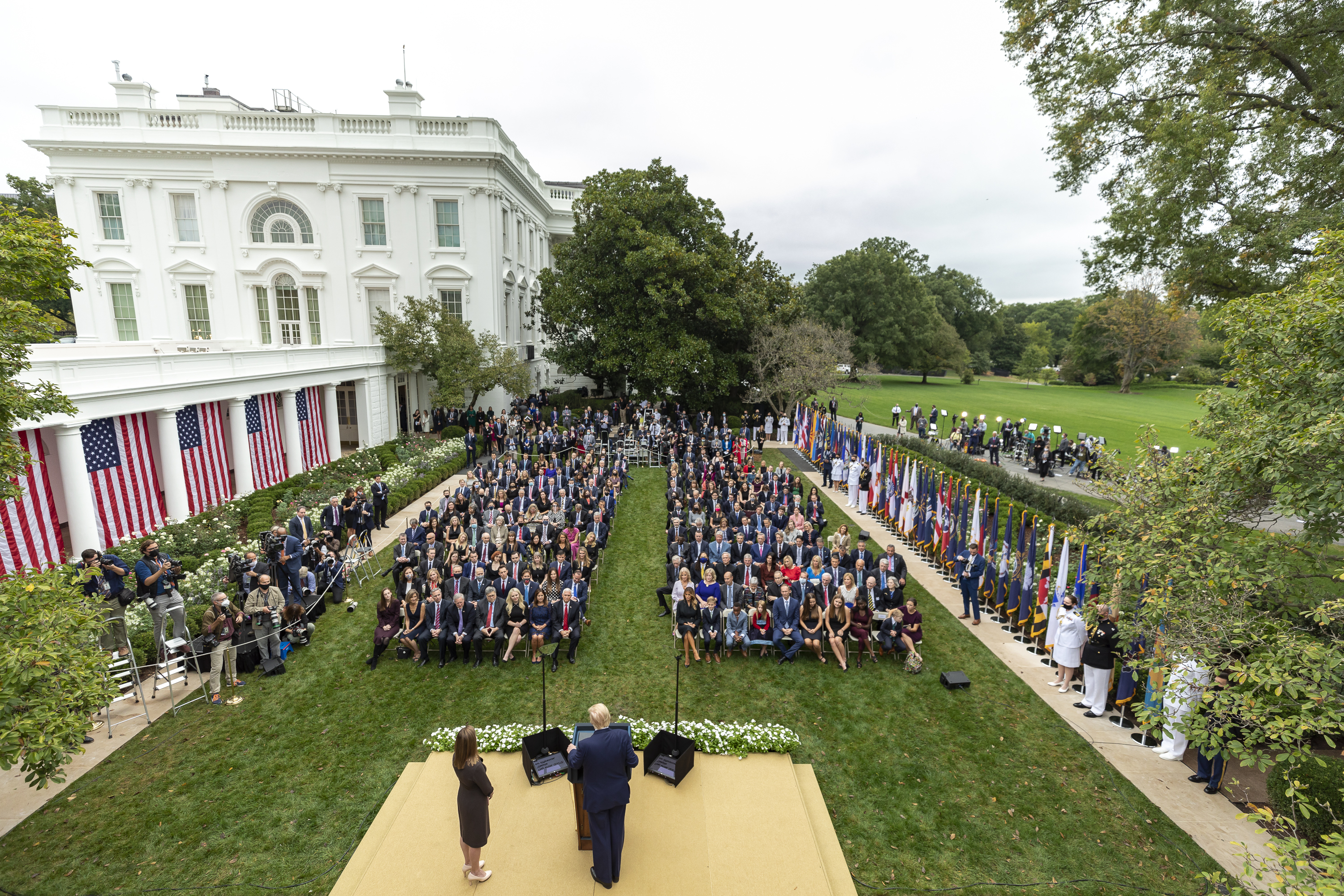
Le président Donald Trump annonçant la nomination de la juge Amy Coney Barrett à la Cour suprême des États-Unis, dans la Roseraie de la Maison-Blanche ; au moins 15 personnes et personnalités ont été testées positives au SARS-CoV-2 de la Covid-19 après cette réception.

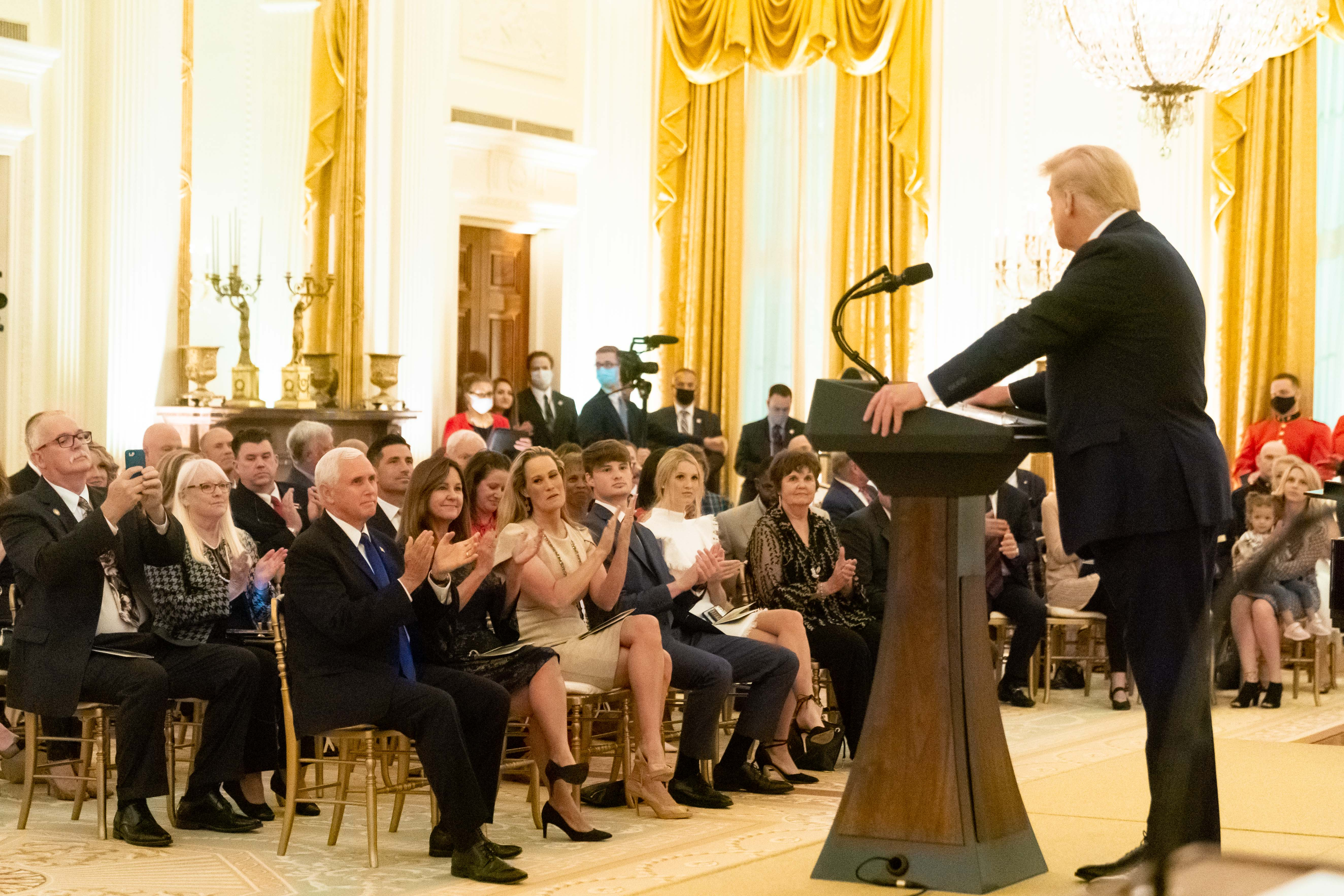
Le président Donald Trump recevant des familles décorées Gold Star (dimanche 27 septembre 2020, salle Est de la Maison-Blanche). Hormis le personnel de la Maison-Blanche, personne ne semble porter de masque, en dépit des recommandations des CDC américains.

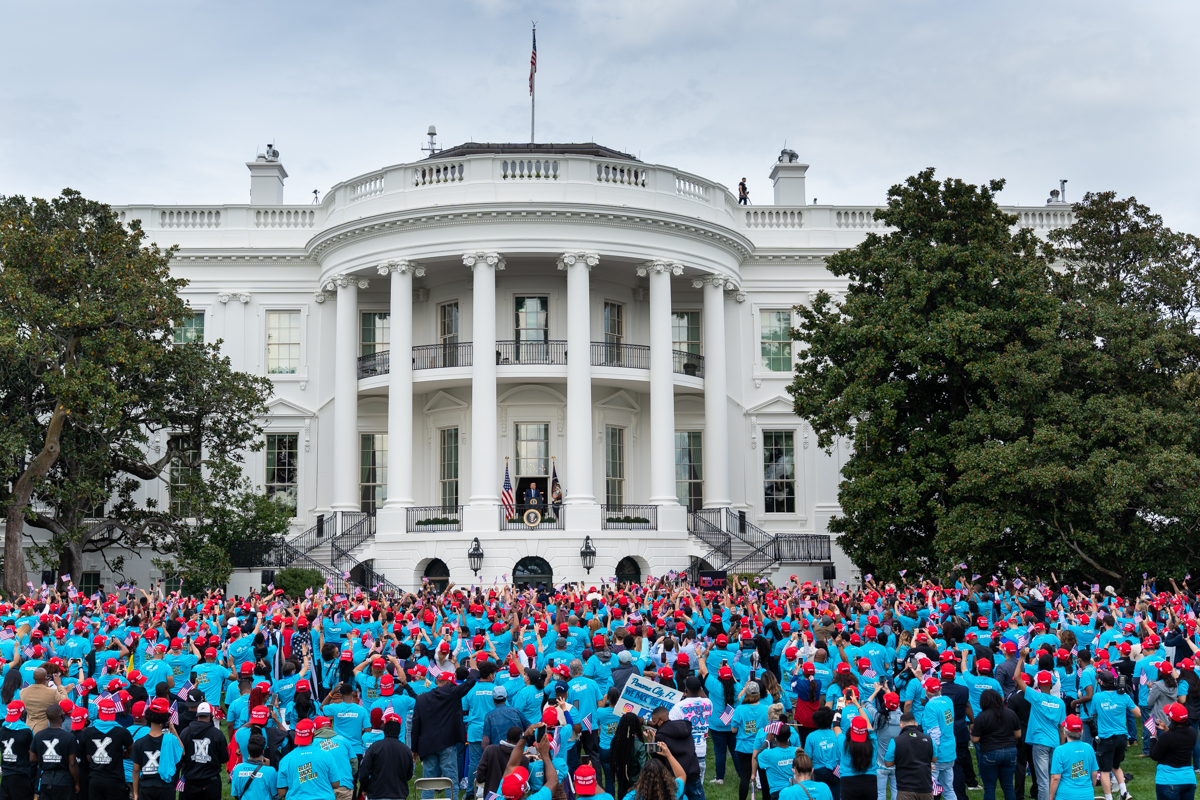
Première apparition publique de Trump après sa Covid-19. Il s'adresse à des supporters invités par la fondation BLEXIT, lors d'une manifestation autorisée, organisée par Candace Owens dans le parc de la Maison-Blanche le 10 octobre 2020. Beaucoup de manifestants des premiers rangs étaient sans masque.

Beaucoup de personnes jouant un rôle politique important sont tombées malades (dont le président Donald Trump, hospitalisé trois jours et ayant bénéficié d'un traitement spécial).
Après la cérémonie de la roseraie, Trump et son entourage ont ensuite assisté à plusieurs événements ultérieurs sans masques, dont au premier débat présidentiel contre Joe Biden à Cleveland, Ohio, le 29 septembre.
Le lendemain, son conseiller Hope Hicks a été placé en quarantaine à bord de l'Air Force One alors qu'il rentrait avec Trump d'un événement de campagne dans le Minnesota.
Puis le président a procédé comme prévu à une collecte de fonds le 1er octobre dans le New Jersey, où il s'est mêlé, à nouveau sans masque, aux donateurs. 
Fin octobre un taux élevé d'infections a touché le personnel du vice-président Mike Pence et une deuxième vague épidémique a suivi le jour du scrutin, après que Trump a organisé une soirée dans la East Room.

## Personnalités touchées
Parmi les personnalités touchées figurent la première dame Melania Trump ; les sénateurs du Parti républicain (Thom Tillis, Mike Lee et Ron Johnson) ; le représentant du Parti républicain, Matt Gaetz ; le directeur de campagne de Trump (Bill Stepien) ; la présidente du Parti républicain (Ronna McDaniel) ; l'ancienne conseillère à la Maison-Blanche (Kellyanne Conway) ; l'ancien gouverneur du New Jersey (Chris Christie) ; le président de l'université Notre-Dame-du-Lac, John I. Jenkins ; l'attachée de presse Kayleigh McEnany ; le conseiller de Donald Trump Stephen Miller ; le chef du cabinet (Mark Meadows, qui a aussi présidé le Freedom Caucus jusqu'en septembre 2019) ; et le secrétaire au logement et au développement urbain (Ben Carson).

Au 11 novembre, au moins 48 personnes avaient été testées positives, dont une au moins gravement (le chef du bureau de sécurité de la Maison-Blanche, Crede Bailey) tombé malade en septembre (avant l'événement de la roseraie).

## Réaction des médias
Les médias ont reproché à la Maison-Blanche d'avoir fourni des informations contradictoires sur l'état de Trump et sur la chronologie de son infection, d'avoir retardé la divulgation des diagnostics initiaux des employés de la Maison-Blanche.
Des experts en santé publique comme Anthony Fauci (directeur de l'Institut national des allergies et des maladies infectieuses et membre du groupe de travail sur le coronavirus de la Maison-Blanche) la fête de la roseraie était l'exemple même ce qu'il ne fallait pas faire, et cette éclosion aurait pu être évité,,.

## Impacts politiques
L'éclosion de Rose Garden a émergé dans les dernières semaines de la campagne de Trump pour l'élection présidentielle américaine de 2020, un peu plus d'un mois avant le dernier jour du vote, le 3 novembre.
Cette double éclosion épidémique a eu un impact sur la présidence de Trump, contribuant sans doute à sa défaite électorale, d'une part par perte de confiance d'électeurs après son débat du 29 septembre devant Joe Biden, qui lui a respecté les bonnes pratiques recommandées par les Centres pour le contrôle et la prévention des maladies des États-Unis (US CDC).
D'autre part à un moment critique de sa campagne, Trump a momentanément perdu bon nombre de ses employés, dont deux conseillers de campagne chargés de contester le décompte des voix, un conseiller politique, son chef de cabinet et plus d'une douzaine d'assistants à la Maison-Blanche, et 10% (130 agents) des agents des services secrets.

## Épidémies ultérieures

### L'équipe du vice-président Mike Pence
Fin octobre, ABC News a appris qu'un membre du personnel non identifié du bureau du vice-président avait été testé positif.
Quelques jours après, il était annoncé que cinq proches conseillers de Mike Pence avaient été testés positifs : Marc Short, chef de cabinet du vice-président ; Marty Obst, l'un des plus proches conseillers du vice-président ; Zach Bauer, body man du vice-président ; ainsi que deux membres anonymes du personnel de Pence,,.
Après avoir d'abord tenté de calmer l'épidémie, la Maison-Blanche a annoncé que Mike Pence poursuivrait son programme, y compris en se rendant dans les rassemblements politiques, bien qu'il ait été « en contact étroit avec M. Short »,.

### Soirée électorale du 3 novembre
Le 3 novembre 2020, jour des élections, Donald Trump a organisé une fête pour le personnel et les responsables de campagne dans la salle Est de la Maison-Blanche, une fête sans précédent en termes de taille et de portée.
Tout comme lors de la fête organisée pour la nomination Barrett dans la roseraie, peu de personnes portaient des masques ou ont respecté les recommandations de distanciation physique.
Le 6 novembre, la contamination du chef de cabinet de la Maison-Blanche, Mark Meadows, était rendue publique. Il avait été diagnostiqué deux jours plus tôt (le 4), mais a cherché à garder ses résultats secrets (une décision qui concernait les fonctionnaires),.
D'autres cas de Covid ont été reconnus le 6, pour : Cassidy Hutchinson (une assistante de Meadows), Nick Trainor (directeur de la campagne Trump), et 5 employés de la Maison-Blanche. Le jour suivant, via Jared Kushner, Charlton Boyd, aurait été infecté. Et Matt Gaetz (élu représentant de la Floride) a annoncé qu'il avait développé des anticorps contre le virus.
Le 9 novembre, Ben Carson (secrétaire au Logement et au Développement urbain) et David Bossie (chef de l'organisation conservatrice Citizens United) étaient aussi testés positifs au Covid-19.
Deux jours après, Brian Jack (directeur politique de la Maison-Blanche) et Healy Baumgardner (porte-parole de la campagne de 2016) étaient à leur tour diagnostiqués positifs.
Le 12 novembre, les participants à la fête Corey Lewandowski (conseiller de campagne de Trump), et Jeff Miller (stratège et lobbyiste républicain) l'étaient à leur tour.
Le 13 novembre, selon les médias, plus de 130 agents des services secrets avaient été contraints de s'auto-isoler car testés positifs pour le coronavirus ou ayant été en contact étroit avec des personnes infectées.